# Camillo Pace
Camillo Pace (* 16. Mai 1862 in Paglieta; † 1948 in Pescara) war ein italienischer protestantischer Pastor. Er wurde für seine Leistungen der Evangelisierung sowie ab 1930 wegen seiner Bekanntmachungen zum Bestehen einer protestantischen, anti-nationalsozialistischen Widerstandsbewegung in Deutschland bekannt.

## Leben und Wirken
In Pescara begegnete Camillo Pace dem Protestantismus und der Brüderbewegung. Dort begann er auch Theologie zu studieren und vertiefte diese Interessen anschließend in London und Plymouth.
Ab 1889 engagierte sich Pace intensiv für die Evangelisierung der Abruzzen. 1925 zog er von Pescara nach Florenz, wo er die Leitung des 1876 gegründeten Waisenhauses „Istituto Comandi“ – ein Zentrum zur Ausbildung von Waisen – übernahm.
1928 veröffentlichte er eine Abhandlung über Augustinus von Hippo.
Ab 1930 war Pace Direktor der Zeitung Ebenezer des Istituto Comandi. Dort veröffentlichte er Beiträge zu sozialen und humanitären Aktivitäten und gab auch der protestantischen, anti-nationalsozialistischen Widerstandsbewegung in Deutschland eine Stimme. Während seiner Jugend – bevor er sich dem evangelischen Glauben zuwandte – war Pace Mitglied einer Freimaurerloge gewesen. Aufgrund dessen und wegen seiner Predigten gegen den Krieg wurde er ab 1939 als Antifaschist beschuldigt und bis zu seiner Deportation 1942 nach Kalabrien verfolgt. Mit Ende des Krieges kehrte er nach Pescara zurück.
Camillo war Vater von fünf Kindern; unter anderem Aurelio Pace, Historiker afrikanischer Geschichte der UNESCO und Vater des Künstlers Joseph Pace.